# Johannes B. Kerner

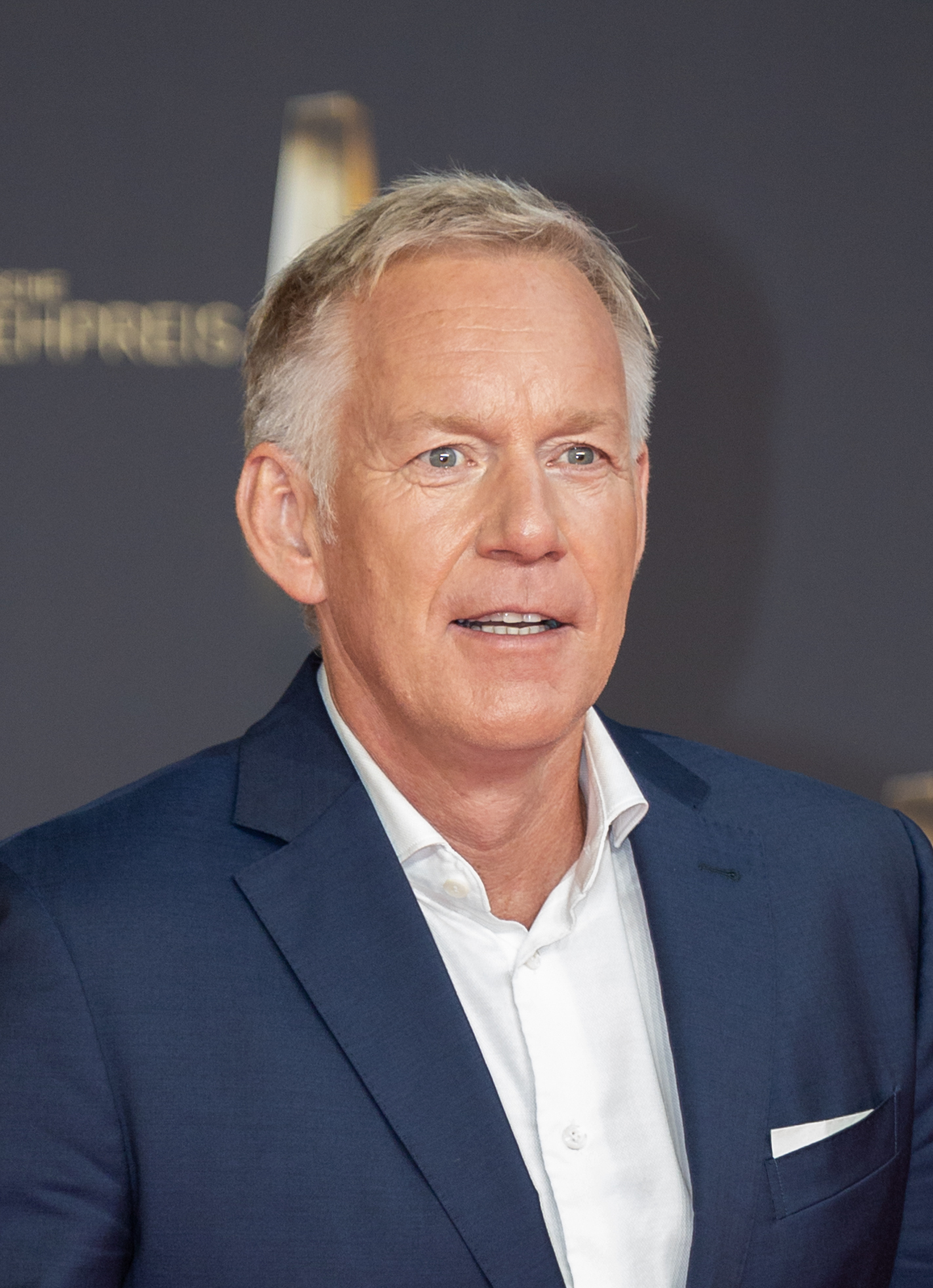
Johannes B. Kerner (2022)

Johannes Baptist Kerner (* 9. Dezember 1964 in Bonn) ist ein deutscher Fernsehmoderator, Journalist, Showmaster und ehemaliger Fußballkommentator.

## Leben und Karriere
Johannes B. Kerner wurde als Sohn des Regierungsdirektors Claus Kerner und seiner Frau Magda, einer Sachbearbeiterin, in Bonn geboren und wuchs in Hersel in einem katholischen Elternhaus auf. In Bonn-Friesdorf ging er auf die katholische Grundschule und besuchte danach das Jesuitengymnasium Aloisiuskolleg in Bad Godesberg. Nach dem Abitur folgte ein Studium der Betriebswirtschaftslehre, das er nach Beginn eines Praktikums beim Sender Freies Berlin im Jahre 1986 nicht weiter verfolgte, sondern eine Fernsehkarriere startete. Als TV-Sportreporter moderierte er dort die Sendungen Sport 3 und SFB-Sportreport.
Von 1990 bis 1992 war er im Wechsel Moderator beim Punkt 5 Länderreport im Ersten. Von August 1992 bis Ende 1997 moderierte Kerner das Sat.1-Fußball-Magazin ran. 1996 bekam er bei Sat.1 unter dem Titel Kerner seine erste tägliche Talkshow.
Seit seiner Zeit bei Sat.1 verwendet Kerner seinen Namen in der Form Johannes B. Kerner.
1996 wechselte Johannes B. Kerner zum ZDF, wo er bis 2006 einer der Moderatoren der Sendung das aktuelle sportstudio war und Fußball-Länderspiele kommentierte. Außerdem moderierte er den ZDF-Jahresrückblick Menschen und die Reihe Unsere Besten. Kerner war kein Angestellter des ZDF, sondern moderierte als freier Mitarbeiter.
Ab Januar 1998 hatte Kerner im ZDF eine eigene, nach ihm benannte Show Johannes B. Kerner, die ab Januar 2002 immer dienstags bis freitags ausgestrahlt wurde. In der Sendung, die von Kerners Produktionsfirma J. B. K. TV-Production gemeinsam mit der Spiegel-TV-Tochter a + i art and information für das ZDF produziert wurde, befragte er Prominente zu aktuellen Projekten und zu ihrem Leben.
Kerner gründete 2004 zusammen mit Markus Heidemanns die Fernsehproduktionsfirma Die Fernsehmacher, die unter anderem die Fernsehsendungen Lafer!Lichter!Lecker!, Born to cook und Unsere Besten produziert. 2009 verließ er die Produktionsfirma.
Im April 2009 gab das ZDF bekannt, dass die Zusammenarbeit mit Kerner zum Ende des Jahres 2009 endet, da man sich nicht über die Konditionen für eine Vertragsverlängerung einigen konnte. Kerner gab zugleich seinen Wechsel zurück zu Sat.1 bekannt. Am 2. November 2009 startete bei Sat.1 seine Show Kerner mit wöchentlichem Sendetermin am Montagabend. Bereits die erste Sendung hatte weniger Zuschauer als erhofft; danach sank die Einschaltquote von Ausgabe zu Ausgabe weiter. Sat.1 verschob daher die Sendung schon nach einigen Folgen auf den Donnerstagabend. Er gab diese Sendung zum 15. Dezember 2011 in Form eines Jahresrückblickes auf. Ebenfalls auf Sat.1 moderierte er Spiele der UEFA Champions League und Jahresrückblicke, die am 2. Juni 2010 gestartete Event-Showreihe Deutschland gegen … – Das Duell sowie Das große Allgemeinwissensquiz. Von der Saison 2009/10 bis zum Ende der Saison 2012/13 moderierte Kerner Spiele der Fußball-Bundesliga bei LIGA total!, einem Sender der Deutschen Telekom. Bei der Fußball-Europameisterschaft 2021 gab Kerner sein Debüt als Moderator von Fußball-Übertragungen bei MagentaTV.
Seit Herbst 2013 steht Kerner wieder für Sendungen des ZDF vor der Kamera.
Seit 20. Oktober 2022 moderiert Kerner ein Spin-off seiner Johannes B. Kerner Talkshow, diesmal aber bei MagentaTV.
Kerner erhält für seine Tätigkeit beim ZDF 630.000 Euro (Stand März 2023).

## Kritik
In Kerners Talk-Sendung vom 9. Oktober 2007 war die Autorin und Fernsehmoderatorin Eva Herman zu Gast, um sich mit anderen Gästen zum Thema „Die Rollenverteilung von Mann und Frau“ zu äußern. Im Laufe der Sendung wurde sie von Kerner ausgeladen. Sie hatte sich seiner Meinung nach nicht ausreichend vom Nationalsozialismus distanziert. In der Tageszeitung Die Welt wurde die Sendung als „Die öffentliche Hinrichtung der Eva Herman“ bezeichnet, mit der Kerner „sich selber (…) keinen Gefallen getan“ habe. Um sich die Sendung anzusehen, habe man „kurzfristig“ ausblenden müssen, „dass man in einer Demokratie lebt“. Die Zeit kommentierte: „In erster Linie hat der Moderator Johannes B. Kerner eine schlechte Show abgeliefert.“
Als Kerner 2006 unter anderem den Börsengang der Fluglinie Air Berlin bewarb, wurde er von vielen Seiten kritisiert, da er zugleich für einen öffentlich-rechtlichen Sender arbeitete. Auch der Deutsche Journalisten-Verband hielt es für problematisch, wenn ein prominenter Moderator wie Kerner sein Gesicht für kommerzielle Kampagnen hergibt.
Kritisiert wurde auch Kerners Sendung im Dezember 2010 aus Afghanistan über den dortigen Einsatz der Bundeswehr zusammen mit dem damaligen Verteidigungsminister Karl-Theodor zu Guttenberg und dessen Frau Stephanie.

## Sonstige Aktivitäten
Kerner engagierte sich als Botschafter für die Fußball-Weltmeisterschaft 2006 der Menschen mit Behinderung in Deutschland. Außerdem unterstützt er als Botschafter die Initiative Respekt! Kein Platz für Rassismus.
In der Filmkomödie Der tote Taucher im Wald hatte er 2000 einen Cameo-Auftritt als Jogger.

## Privatleben

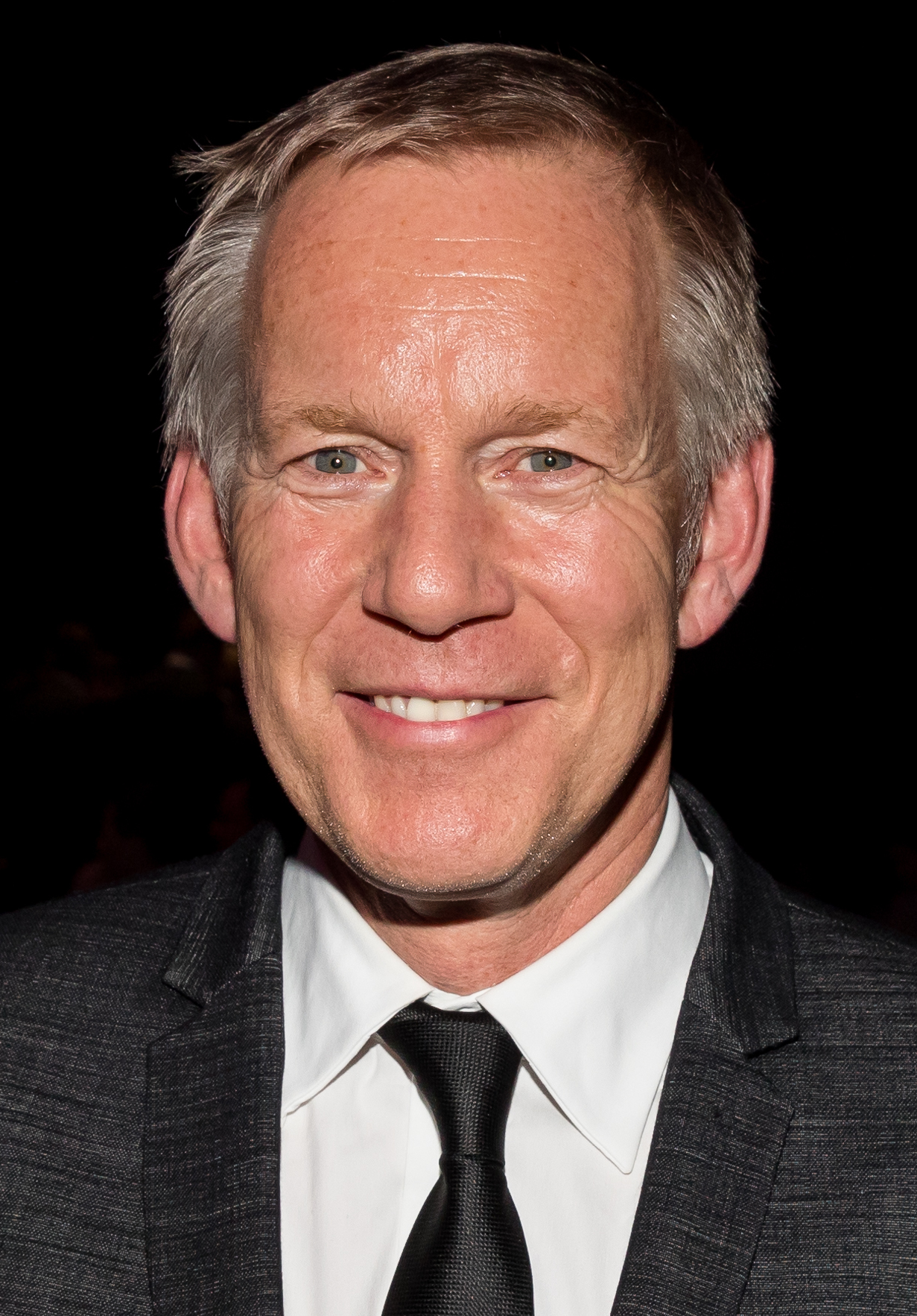
Johannes B. Kerner (2018)

Von 1992 bis 1994 war Kerner mit der Moderatorin Monica Lierhaus ein Liebesverhältnis eingegangen. Im Dezember 1996 heiratete er die Hockeynationalspielerin Britta Becker und bekam mit ihr drei Töchter (* 1999, * 2007, * 2009) und einen Sohn (* 2001). Im Jahr 2016 trennte sich das Ehepaar, im Juli 2019 ließ es sich scheiden. 2017 bis 2020 war Kerner mit einer Psychologiestudentin, 2020 bis 2022 mit einer Unternehmensberaterin liiert, mit denen er auch zusammenwohnte. Im Herbst 2023 lernte er die 28-Jährige Kunsthistorikerin und Betreiberin einer Kunstmanagement-Agentur Alina Schiess kennen, die er im Frühjahr 2024 heiratete.
Kerner lebt in Hamburg-Winterhude. Er lief den Berlin-Marathon, den Hamburg-Marathon und nimmt regelmäßig am traditionellen Hamburger Benefizspiel Kicken mit Herz teil.

## TV-Moderationen

### Fortlaufend
- seit 2013: Der Quiz-Champion, ZDF
- seit 2013: Ein Herz für Kinder, ZDF
- seit 2014: Weihnachten mit dem Bundespräsidenten, ZDF
- seit 2016: Willkommen 20xx, ZDF
- seit 2019: Bestbesetzung, MagentaTV
- seit 2021: Dalli Dalli – die Weihnachtsshow, ZDF

### Ehemals/Einmalig
- 1990–1992: Punkt 5 Länderreport, Das Erste
- 1992–1997: ran, Sat.1
- 1996–1997: Kerner (täglicher Talk), Sat.1
- 1997–2006: das aktuelle sportstudio, ZDF
- 1997–2008: Menschen, ZDF
- 1997–2009: Fußball-Länderspiele, ZDF
- 1998–2009: Johannes B. Kerner, ZDF
- 1999: Der deutsche Fernsehpreis, RTL
- 2000: Der tote Taucher im Wald, Film
- 2003–2008: Unsere Besten, ZDF
- 2005–2006: Das große Prominententurnen, ZDF
- 2005–2008: Kerner kocht, ZDF
- 2006: Die große Fußball-WM-Show, ZDF
- 2006: Deutschland, Deine Namen, ZDF
- 2007–2009: Wie schlau ist Deutschland?, ZDF
- 2007: Danke, Dieter Thomas Heck!  (Überraschungsshow zum 70. Geburtstag live aus Berlin), ZDF
- 2009: logo! – Das Jubiläumsquiz, ZDF
- 2009–2011: Kerner, Sat.1
- 2009–2012: ran, Sat.1
- 2009–2013: Fußball-Bundesliga, LIGA total!
- 2010–2011: Deutschland gegen … – Das Duell, Sat.1
- 2011: Das große Allgemeinwissensquiz, Sat.1
- 2013: Die große Zeitreise-Show, ZDF
- 2014: Deutschlands Beste!, ZDF (abgesetzt nach ZDF-Votingskandal)[34]
- 2014: Udo Jürgens – Mitten im Leben, ZDF
- 2015: Das große Schlüpfen, ZDF
- 2015: 1000 – Wer ist die Nummer 1?, ZDF
- 2015: Menschen auf der Flucht – Deutschland hilft!, ZDF
- 2015: Otto – Geboren um zu blödeln, ZDF
- 2015: Guten Rutsch!, ZDF
- 2015–2017, 2020: Das Spiel beginnt!, ZDF
- 2016: Unsere größten Hits, ZDF
- 2017–2018: Kerners Köche, ZDF
- 2017: Wir lieben Fernsehen!, ZDF
- 2017–2023: Da kommst Du nie drauf!, ZDF
- 2019–2024: Die große Terra X-Show, ZDF
- 2021–2023: 50 Jahre Dalli Dalli – die große Jubiläumsshow, ZDF
- 2021: Fußball-Europameisterschaft 2021, MagentaTV
- 2022: Gipfel der Quizgiganten, RTL (festes Mitglied im Rateteam)
- 2022: Fußball-Weltmeisterschaft 2022, MagentaTV
- 2024: Fußball-Europameisterschaft 2024 MagentaTV / RTL Television

## Weitere Fernsehauftritte
- 2023: Schlag den Star, ProSieben (gegen Moritz Bleibtreu)[35]
- 2023: Wer stiehlt mir die Show?, ProSieben

## Auszeichnungen
1996
- Goldener Löwe des TV-Senders RTL

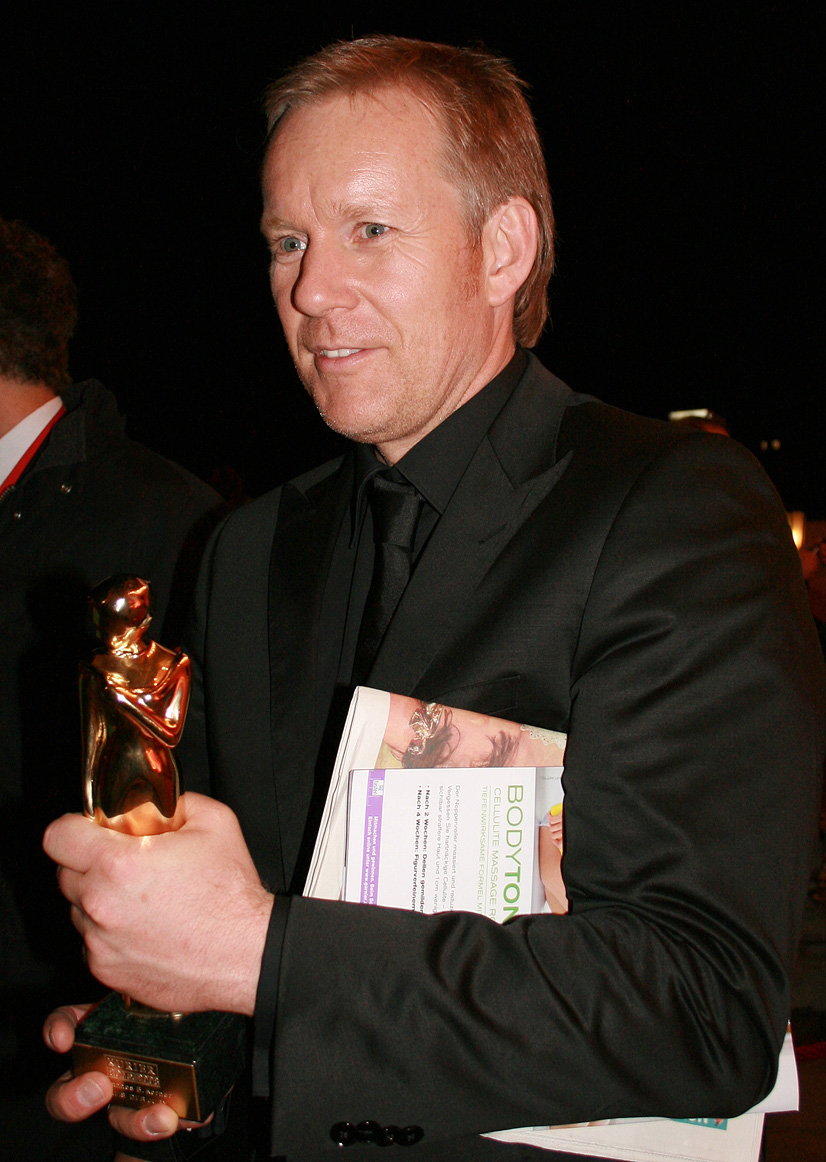
Kerner bei der Romy-Verleihung in Wien (2008)

- Sport Bild Award als beliebtester Sport-Moderator
- Bravo Otto insg. viermal (zweimal Silber, zweimal Bronze), bis 1999

1997
- Sport Bild Award als beliebtester Sport-Moderator

2002
- tz-Rose der Münchner Tageszeitung
- Krawattenmann des Jahres
- Preis der beleidigten Zuschauer des Verlegers Augustus Hofmann, für seine mediale Außenwirkung in „JBK-Spezial“ vom 26. April 2002 zum Amoklauf von Erfurt

2003
- Goldene Kamera als „Bester Talkshow-Moderator“
- Goldene Feder, Medienpreis des Bauerverlags

2004
- Bambi in der Kategorie Infotainment
- Preis der TV-Spielfilm-Leser in der Kategorie Show als Talker des Jahres
- Sparkassenpreis für Sportjournalismus der ZDF-Sportredaktion, zusammen mit Dieter Gruschwitz, Michael Steinbrecher und Eike Schulz u. a.

2005
- Bambi in der Kategorie Publikumspreis gemeinsam mit Steffen Seibert für ihre Moderation der ZDF-Sendung „Wir wollen helfen – Ein Herz für Kinder“.
- Herbert-Award (in Gold) als Bester Sport-Livekommentator
- Toques d'Or-Kulturpreis für seine Verdienste um die Erhaltung der kulinarischen Tradition und die Vermittlung von „Freude am Kochen“

2006
- Preisverleihung der Bunte 'One 100 – Deutschlands Beste Köche' als Bester Gastgeber
- Verdienstkreuz am Bande des Verdienstordens der Bundesrepublik Deutschland für sein soziales Engagement und die Unterstützung der Deutschen Sporthilfe
- Sport Bild Preis als bester Berichterstatter der WM 2006, zusammen mit Jürgen Klopp und dem Schiedsrichter Urs Meier
- Deutscher Fernsehpreis – Beste Sportsendung für die Moderation der Sendungen Fußball-WM 2006 im ZDF mit Jürgen Klopp und Urs Meier

2007
- Herbert-Award (in Silber) als Bester Sportmoderator

2008
- Goldene Romy, Preis der Jury

2009
- Herbert-Award (in Silber) in der Kategorie Bester TV-Sportmoderator und Sonderpreis für den Sportspruch des Jahres.

2014
- Steiger Award in der Kategorie Medien

2019
- Kaiser-Augustus-Orden der Arbeitsgemeinschaft Trierer Karneval (ATK)
- Radio Regenbogen Award in der Kategorie Medienmann 2018

2021
- Verdienstkreuz 1. Klasse des Verdienstordens der Bundesrepublik Deutschland